# Bocado

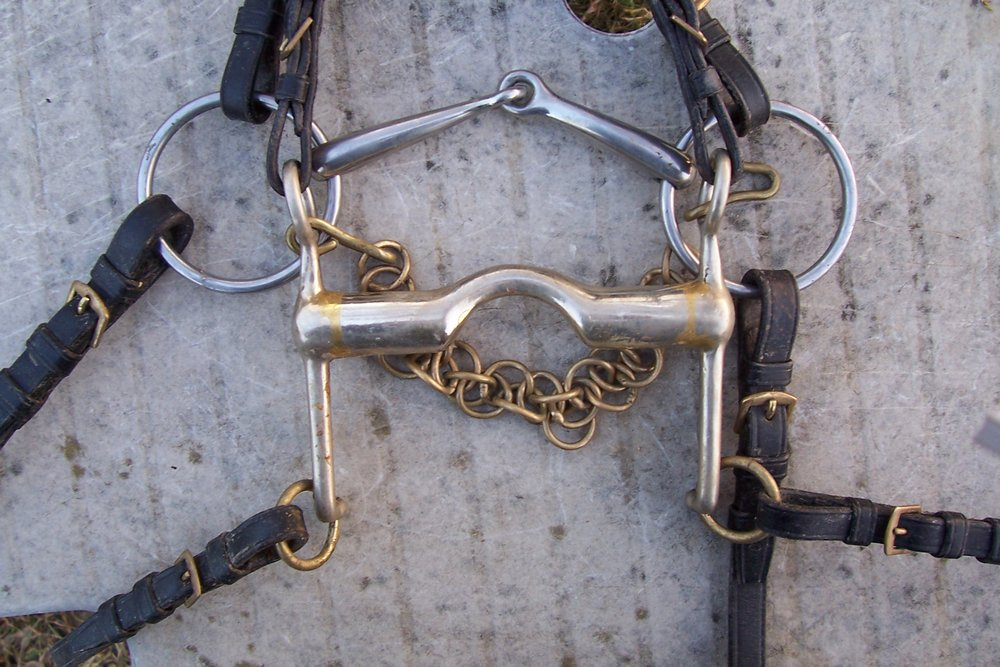
Bocado.

Se llama bocado, freno o embocadura a la parte de la brida que se introduce en la boca del caballo para dirigirlo. Es por lo general de hierro y/o acero, aunque se han llegado a hacer bocados hasta de goma. Tiene tres partes: embocadura, barbada y camas.
- La embocadura es una barra transversal que une las camas y descansa en los asientos de la mandíbula del caballo. Entra en la boca y obra sobre las barras para imprimir al caballo una sensación dolorosa que procura evitar obedeciendo a la mano del jinete. La embocadura puede ser de una sola pieza o de dos. En el primer caso se compone de dos cañones, por medio de los cuales descansa en la mandíbula inferior del caballo y del aro o desveno, que sirve para dar paso a la lengua del animal. La parte superior es el vértice, la inferior los talones. Si está compuesta de dos piezas, el desveno se sustituye por una articulación que une entre sí los dos cañones.
- La barbada, pieza exterior, generalmente de forma de cadenilla, que sirve de apoyo al bocado cuando este obra como palanca. Se ata al brazo izquierdo del bocado por medio de un mallón en forma de S y va suspendida en un corchete del brazo derecho. Se pasa por debajo de la barba del caballo. Obra sobre el barboquejo y puede sujetarse a los alacranes, ajustándola más o menos, según convenga. Algunas veces se sustituye la cadenilla por un perrillo, y a veces por una simple correa (véase brida de Schoenberck). La cadenilla es una cadena pequeña de alambre, a veces duplicada en el extremo de los dos brazos del bocado.
- Las camas o barras laterales que quedan en el exterior de la boca, pueden ser indistintamente rectas o curvas, puesto que no influye sobre la manera de obrar del bocado. La forma más corriente es la recta, aunque también se usa bastante con forma de S, sobre todo cuando el caballo tiene la tendencia de coger la cama del bocado con los dientes o con los labios. Puede corregirse cuando las camas son rectas con una falsa barbada. La parte superior de las camas son los portamozos, por cuyos ojos pasan los extremas de las carrilleras o quijeras que, hebillándose, sostienen el bocado. En ellos van los alacranes que sirven para sujetar la barbada y las anillas para las falsa-riendas. En la parte inferior (piernas) van las anillas de las riendas. A veces también llevan arquetes para la falsa barbada y una barreta, recta o curva, en el extremo.

Los brazos del bocado son dos piezas de hierro encorvadas atadas por su extremo más largo a la brida por la cabecera y por el otro extremo a las riendas.
Su colocación adecuada se consigue gracias a la cabezada de la brida y su acción se ejerce mediante el esfuerzo que el jinete o el cochero la comunican tirando de las riendas.

## Tipos
La estructura del bocado ha variado mucho desde la Edad Media. En la actualidad quedan reducidos a un corto número de tipos, prescindiendo de algunas formas especiales construidas expresamente para corregir defectos del caballo:
- Enteros de cuatro anillas: para las riendas y las falsa-riendas.
- De dos anillas: para las riendas solamente, que en los caballos de silla se llevan generalmente con filete.
- Partidos: que pueden ser:
  - sencillos: con articulación en la embocadura.
  - de asa de caldera: con embocadura de una sola pieza y juego en la unión de los cañones de las camas.
  - de cuello de pichón: con articulación en la embocadura y juego en las camas.
- Bocados de coche: entre los que se encuentran a menudo formas caprichosas. Dentro de estos tipos, existe gran variedad de bocados, que se diferencian por la forma u ornato, y más que nada por sus dimensiones, que no pueden ser arbitrarias. Por regla general estas dimensiones se encierran entre los límites siguientes: la longitud de las camas entre 11 y 22 cm (3 a 6, respectivamente, para el portamozo, y 8 a 16 para las piernas). El grueso de los cañones entre 16 y 22 mm. El ancho de la embocadura entre 10 y 12 cm.

La elección del bocado que conviene a cada caballo, según la forma y sensibilidad de su boca, es asunto de la mayor importancia, que sólo puede resolverse prácticamente por tanteos. De modo general, puede decirse que cuando el caballo es muy sensible a la acción del freno le conviene un bocado suave, y fuerte, cuando tiene la boca dura. Un bocado de cañones gruesos, desveno poco pronunciado y camas cortas, es siempre suave.
Su anchura ha de ser proporcionada a la de la boca del animal: si es demasiado estrecho le oprime los labios, y si es demasiado ancho rara vez va bien colocado, resultando que el mando sobre el caballo es muy desigual y deficiente. Para que se adapte bien a la boca es indispensable que los cañones sobresalgan por cada lado de la boca algunos milímetros, de manera que las camas no toque a los labios.
La longitud del portamozo ha de ser aproximadamente igual a la de los asientos (unos 5 cm). Si es más corto el bocado «se pasa», y si es más largo la cadenilla se ajusta más arriba del barboquejo.
En resumen, el bocado no es más que una palanca , cuyo punto de apoyo está en la barbada. La acción de las riendas, que se ejerce sobre los extremos inferiores de las camas, los atrae hacia atrás; el bocado entonces gira alrededor de los cañones, avanzando el extremo superior del portamozo, que estira las cadenillas de la barbada, y aquellas efectúan una presión sobre las barbas del animal, que sería tanto más rápida y enérgica cuanto más apretada estuviese ya la barbada. Así pues, se concibe que tampoco puede ser indiferente para el mando la manera de ajustar la cadenilla y que, por el contrario, la tensión de ésta debe ser proporcionada al grado de sensibilidad de las barbas, sobre las que tiene que actuar. En general, la colocación de la barbada ha de ser tal que permita formar al bocado un ángulo recto con la posición normal de las riendas. Si va más apretada, de manera que las camas sean paralelas a la comisura de los labios, la acción del bocado sobre las barbas del caballo es muy dolorosa, resultando excesiva cualquier presión que la mano del jinete transmita por medio de las riendas. Si va demasiado suelta, el bocado «se pasa», su acción es insignificante y no produce casi ningún efecto, especialmente si el caballo tiene la boca poco sensible.

## Historia

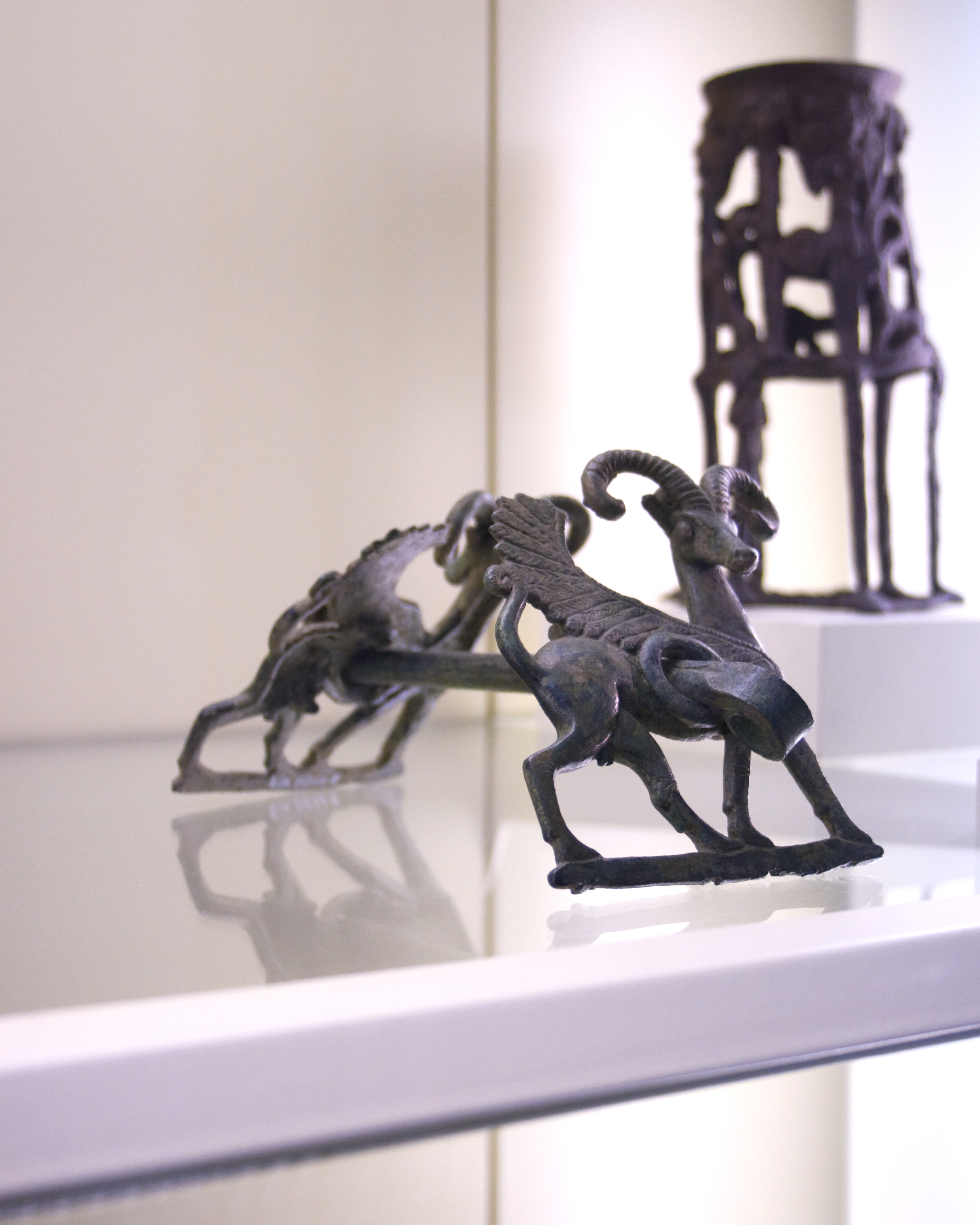
Antiguo bocado persa.

Las noticias históricas acerca del origen del bocado son escasas e inciertas. Es probable que, si al principio utilizó el hombre los servicios del caballo montándolo a pelo, y sin tener medio alguno para dirigirlo y contenerlo, como aparece en antiquísimas representaciones, pronto debió de ingeniarse para suplir estas deficiencias, ideando una brida primitiva con riendas, a las que se agregaría más tarde un palo corto, atravesado en la boca del animal, verdadero embrión del filete, que sería el primer instrumento que sirvió para regular la velocidad del caballo y para detenerlo en su carrera.
La invención del bocado se atribuye a los egipcios. Según, el historiador ateniense, Jenofonte, los griegos conocieron dos clases de bocado: uno muy fuerte con corales o puntas muy agudas, que servía para la doma (bocado de lobo), y otro más suave y menos doloroso.
Los romanos utilizaban uno muy semejante al actual filete, que según Scheffer, debió tener una especie de barbada.
Se ignora quién inventó las camas. En la Alta Edad Media, hasta el siglo XIII, el caballo con su barda de mallas, sólo usaba el bridón como una rienda. Pero a finales del siglo XIV apareció una especie de bocado con dos riendas, que pronto se generalizó, adoptando las formas más diversas y caprichosas. Estos bocados con el desveno exageradamente alto, eran muy fuertes; lo cual no es extraño, pues así se necesitaban para los torneos. Eran siempre partidos e iban comúnmente guarnecidos de aretes, aguijones, etc.
Durante el siglo XVI y el siguiente la variedad de bocados creció, conservándose ejemplares de aquella época, algunos de ellos muy artísticos. Eran de grandes camas y los había a propósito para toda clase de caballos.
En 1626, el capitán Pérez de Navarrete publicó su Arte de enfrenar, en el que describe 36 clases de bocados, con ilustraciones. En 1735, Lucas Maestre presentó en su Deleite de caballeros 96 modelos diferentes. Durante todo este tiempo se abandonó el uso del filete, empleándose el bocado hasta para la doma, que se efectuaba con el auxilio del cabezón de serreta. Esta moda subsistió hasta muy entrado el siglo XVIII, a partir de cuya época fueron poco a poco desechándose los bocados de formas extravagantes y creándose nuevos tipos, más suaves, que han ido sucesivamente perfeccionándose.
El hipólogo español Juan Segundo, inventó un sistema de bocados y estableció los principios fundamentales a los que debe sujetarse su uso.